# Смит, Густавус Вудсон
Густавус Вудсон Смит (англ. Gustavus Woodson Smith) (30 ноября 1821 — 24 июня 1896) чаще известный как «G.W. Smith» — американский военный, участник американо-мексиканской войны, впоследствии - гражданский инженер. Участвовал в гражданской войне в качестве генерал-майора конфедерации, временно командовал Северовирджинской армией после ранения генерала Джонстона. Временный военный секретарь Конфедерации в ноябре 1862 года.

## Ранние годы
Смит родился в Джорджтауне, штат Кентукки, и был дальним родственником Джона Белла Худа. Он окончил военную академию Вест-Пойнт восьмым в выпуске 1842 года и был определен в инженерный корпус во временном звании второго лейтенанта, но уже 1 января 1845 года стал вторым лейтенантом регулярной армии. В 1844 работал в Вест-Пойнте  ассистентом профессора инженерии.
Смит участвовал в мексиканской войне, командуя саперной ротой. Участвовал в осаде Веракруса и сражении при Сьерро-Гордо, за которое был временно повышен до первого лейтенанта. 20 августа 1847 получил временное звание капитана за Контерас. Занимался сооружением артиллерийских батарей во время сражения при Чапультепеке.
После войны вернулся в Вест-Пойнт с и 1849 по 1854 год преподавал там инженерное дело.
3 марта 1853 года стал первым лейтенантом регулярной армии.
18 декабря 1854 года уволился из армии и стал гражданским инженером в Нью-Йорке.

## Гражданская война
Когда началась гражданская война, Кентукки стал пограничным штатом с неопределенной ориентацией. Смит отправился в Ричмонд и поступил на службу в армию Конфедерации. 19 сентября 1861 года он стал генерал-майором и командовал дивизией из четырёх бригад: Уайтинга, Худа, Хэмптона, Хаттона и Петтигрю. Во время сражения при Севен-Пайнс его дивизия одновременно считалась левым крылом Северовирджинской армии.
31 мая был ранен главнокомандующий армии Джозеф Джонстон и Смит принял командование армией как старший по званию. Однако, президент Дэвис на следующий день заменил Смита на Роберта Ли. 2 июня Смит заболел и ушел в отпуск по болезни продолжавшийся до конца августа.
В конце августа Смит вернулся и принял командование обороной вокруг Ричмонда, который в сентябре был расширен и стал департаментом Северной Каролины и Южной Вирджинии. Кроме того, он исполнял обязанности временного военного министра Конфедерации с 17 по 21 ноября 1862 года.
Он ушел в отставку с должности генерал-майора 17 февраля 1863 года и до конца того же года стал добровольным помощником генерала Борегара. Смит также был суперинтендантом Etowah Iron Works в 1863 году до 1 июня 1864 года, когда он был назначен генерал-майором ополчения штата Джорджия и до конца войны командовал его первой дивизией.

## Послевоенная деятельность
Смит был условно освобожден в Мейконе, штат Джорджия, 20 апреля 1865 года и переехал в Теннесси. С  С 1866 по 1870 год владел предприятием по производству металла. Он вернулся в свой родной Кентукки, чтобы до 1876 года стать комиссаром по страхованию, а затем переехал в Нью-Йорк и начал писать мемуары. Смит написал «Заметки о страховании» в 1870 г., «Военные документы Конфедерации» в 1884 г., «Битву у семи сосен» в 1891 г. и генералов Дж. Э. Джонстона и Г. Т. Борегара в битве при Манассасе в июле 1861 г. в 1892 г. Его последняя работа, Компания «А», корпус of Engineers, USA, 1846–1848, во время мексиканской войны, был опубликован в 1896 году после его смерти.
В декабре 1894 года он был одним из девятнадцати учредителей Военного ордена Иностранных войн — военного общества офицеров-ветеранов войн с иностранными государствами и их потомков.
Смит умер в Нью-Йорке в 1896 году и похоронен на кладбище Сидар-Гроув в Нью-Лондоне, штат Коннектикут.